# 500 Milhas de Indianápolis de 1964
A 48ª edição das 500 Milhas de Indianápolis foi realizada no dia 30 de maio de 1964. Teve como vencedor A. J. Foyt, da equipe Ansted-Thompson Racing. Johnny White foi o melhor estreante, chegando na quarta posição.
20 pilotos não obtiveram vaga no grid, entre eles Pedro Rodríguez, Duane Carter (irmão de Pancho Carter), Paul Russo e Masten Gregory.
Esta prova foi marcada por um violento acidente envolvendo Eddie Sachs e Dave McDonald na primeira volta, que causou a morte dos 2 pilotos. Além deles, envolveram-se no acidente: Ronnie Duman, Chuck Stevenson, Norm Hall e os futuros tricampeões Bobby Unser e Johnny Rutherford.
| Posição final | Posição inicial | Nº | Nome              | Qual.   | Rank | Voltas | Voltas na liderança | Posição         |
| ------------- | --------------- | -- | ----------------- | ------- | ---- | ------ | ------------------- | --------------- |
| 1             | 5               | 1  | A. J. Foyt        | 154.672 | 6    | 200    | 146                 | Corrida         |
| 2             | 3               | 2  | Rodger Ward       | 156.406 | 3    | 200    | 0                   | Corrida         |
| 3             | 7               | 18 | Lloyd Ruby        | 153.932 | 8    | 200    | 0                   | Corrida         |
| 4             | 21              | 99 | Johnny White      | 150.893 | 28   | 200    | 0                   | Corrida         |
| 5             | 13              | 88 | Johnny Boyd       | 151.835 | 18   | 200    | 0                   | Corrida         |
| 6             | 19              | 15 | Bud Tingelstad    | 151.210 | 26   | 198    | 0                   |                 |
| 7             | 12              | 23 | Dick Rathmann     | 151.860 | 17   | 197    | 0                   |                 |
| 8             | 27              | 4  | Bob Harkey        | 151.573 | 19   | 197    | 0                   |                 |
| 9             | 32              | 68 | Bob Wente         | 149.869 | 31   | 197    | 0                   |                 |
| 10            | 20              | 16 | Bobby Grim        | 151.038 | 27   | 196    | 0                   |                 |
| 11            | 30              | 3  | Art Malone        | 151.222 | 25   | 194    | 0                   |                 |
| 12            | 9               | 5  | Don Branson       | 152.672 | 12   | 187    | 0                   |                 |
| 13            | 10              | 53 | Walt Hansgen      | 152.581 | 13   | 176    | 0                   |                 |
| 14            | 11              | 56 | Jim Hurtubise     | 152.542 | 14   | 141    | 0                   | Pressão de Oleo |
| 15            | 8               | 66 | Len Sutton        | 153.813 | 9    | 140    | 0                   | Magneto         |
| 16            | 33              | 62 | Bill Cheesbourg   | 148.711 | 33   | 131    | 0                   | Motor           |
| 17            | 6               | 12 | Dan Gurney        | 154.487 | 7    | 110    | 0                   | Pneus           |
| 18            | 18              | 14 | Troy Ruttman      | 151.292 | 24   | 99     | 0                   | Spun T3         |
| 19            | 23              | 54 | Bob Veith         | 153.381 | 10   | 88     | 0                   | Piston          |
| 20            | 25              | 52 | Jack Brabham      | 152.504 | 15   | 77     | 0                   | Fuel Tank       |
| 21            | 26              | 28 | Jim McElreath     | 152.381 | 16   | 77     | 0                   | Filtros         |
| 22            | 28              | 77 | Bob Mathouser     | 151.451 | 21   | 77     | 0                   | Travões         |
| 23            | 4               | 98 | Parnelli Jones    | 155.099 | 4    | 55     | 7                   | fogo            |
| 24            | 1               | 6  | Jim Clark         | 158.828 | 1    | 47     | 14                  | Suspensão       |
| 25            | 2               | 51 | Bobby Marshman    | 157.857 | 2    | 39     | 33                  | Oil Plug        |
| 26            | 24              | 84 | Eddie Johnson     | 152.905 | 11   | 6      | 0                   | Tanque do comb  |
| 27            | 15              | 86 | Johnny Rutherford | 151.400 | 23   | 2      | 0                   | Choque FS       |
| 28            | 29              | 95 | Chuck Stevenson   | 150.830 | 29   | 2      | 0                   | Choque FS       |
| 29            | 14              | 83 | Dave McDonald     | 151.464 | 20   | 1      | 0                   | Choque FS       |
| 30            | 17              | 25 | Eddie Sachs       | 151.439 | 22   | 1      | 0                   | Choque FS       |
| 31            | 16              | 64 | Ronnie Duman      | 149.744 | 32   | 1      | 0                   | Choque FS       |
| 32            | 22              | 9  | Bobby Unser       | 154.865 | 5    | 1      | 0                   | Choque FS       |
| 33            | 31              | 26 | Norm Hall         | 150.094 | 30   | 1      | 0                   | Choque T4       |